# Elm Park (Metropolitano de Londres)
Elm Park é uma estação do Metrô de Londres. Ela serve a linha District.

## História
A London, Tilbury and Southend Railway construiu uma linha de Barking a Pitsea através da área de Elm Park em 1885, com estações em Dagenham e Hornchurch. A Whitechapel and Bow Railway foi inaugurada em 1902 e permitiu que os serviços diretos da District Railway operassem até Upminster. O Metropolitan District foi convertido para trens elétricos em 1905 e os serviços foram cortados para East Ham. Adiado pela Primeira Guerra Mundial, trilhos eletrificados foram estendidos pela London, Midland and Scottish Railway até Upminster e os serviços foram retomados em 1932. A District Railway foi incorporada ao London Transport em 1933 e ficou conhecida como District line.